# Alto Alegre (Roraima)
Alto Alegre es un municipio situado en el estado de Roraima, en Brasil. Tiene una población estimada, en 2024, de 23 049 habitantes.

## Historia
El pueblo surgió en 1953 con la Colonia Agrícola Coronel Mota. Los primeros habitantes fueron japoneses que cultivaban pimienta negra, tomates y otras verduras.
El nombre fue elegido por Pedro Costa y sus compañeros, recién llegados de Maranhão. La población del municipio está compuesta mayoritariamente por habitantes originarios de ese estado.
El poblado pasó a ser municipio mediante la Ley Federal Nº 7.009, del 1 de julio de 1982, que lo separó del municipio de la Capital del Estado.

## Economía
La economía del municipio se basa en la producción agropecuaria. Entre las actividades agrícolas se destacan la producción de soja, algodón, frijoles, café, yuca, maíz, caña de azúcar, naranjas y bananas. La producción pecuaria está compuesta principalmente por bovinos, aves y suinos.